# کریس (گوسفند)
کریس (انگلیسی: Chris) (زاده ژوئیه ۲۰۱۰ - درگذشته ۲۲ اکتبر ۲۰۱۹) گوسفندی از نژاد مرینوس بود و در سال ۲۰۱۵ در نزدیکی کانبرا پایتخت استرالیا، که به دلیل سنگینی پشمش قادر نبود به‌درستی حرکت کند، دیده شد. کریس در آن زمان به اندازه شش سال پشم داشت و وقتی برای نجات جانش این پشم چیده شد، ۴۱ کیلوگرم پشم به دست آمد. بعداً معلوم شد تا آن زمان هیچ گوسفندی در جهان این مقدار پشم نداشته‌است. کریس علاقه‌مندان زیادی در سراسر جهان و استرالیا داشت و صدها استرالیایی برای نگهداری از این گوسفند اعلام آمادگی کرده بودند. پشم افسانه‌ای او در موزه ملی استرالیا به نمایش گذاشته و زندگی‌اش در یک مجموعه عکس منتشر شده‌است. افرادی که از او در یک مزرعه در یک مرکز مراقبت از حیوانات در ایالت جنوبی نیوساوت‌ولز استرالیا نگهداری می‌کردند روز سه شنبه ۲۲ اکتبر ۲۰۱۹ از مرگ او به علت پیری خبر دادند. کریس در هنگام مرگ ده ساله بوده‌است، میانگین عمر یک گوسفند از نژاد مرینوس بیش از ده سال نیست. کیت لوک، که مسئول نگهداری از این گوسفند بود به روزنامه کانبراتایمز گفته کریس در روزهای آخر عمرش سالم به نظر می‌رسید و مرگش ناگهانی بود.